# Takura Izumi
Takura Izumi (泉 拓良, Izumi Takura, né en 1948) est un écrivain et archéologue japonais, professeur d'archéologie à l'université de Kyoto et professeur émérite à l'université de Nara.
Il est spécialiste d'archéologie préhistorique et a écrit plusieurs ouvrages sur l'apparition de la céramique de la période Jōmon ainsi que sur l'histoire ancienne et la naissance du Japon (2002). Il est membre de l'Association japonaise d'archéologie, de la Société japonaise d'études scientifiques des biens culturels, de la West Asian Archaeology Society, de la Japanese Society for West Asian Archeology, de la Japan Orient Society et de The Society For Near Eastern Studies on Japan.

## Source de la traduction
- (en) Cet article est partiellement ou en totalité issu de l’article de Wikipédia en anglais intitulé « Takura Izumi » (voir la liste des auteurs).